# Olga Baklánova

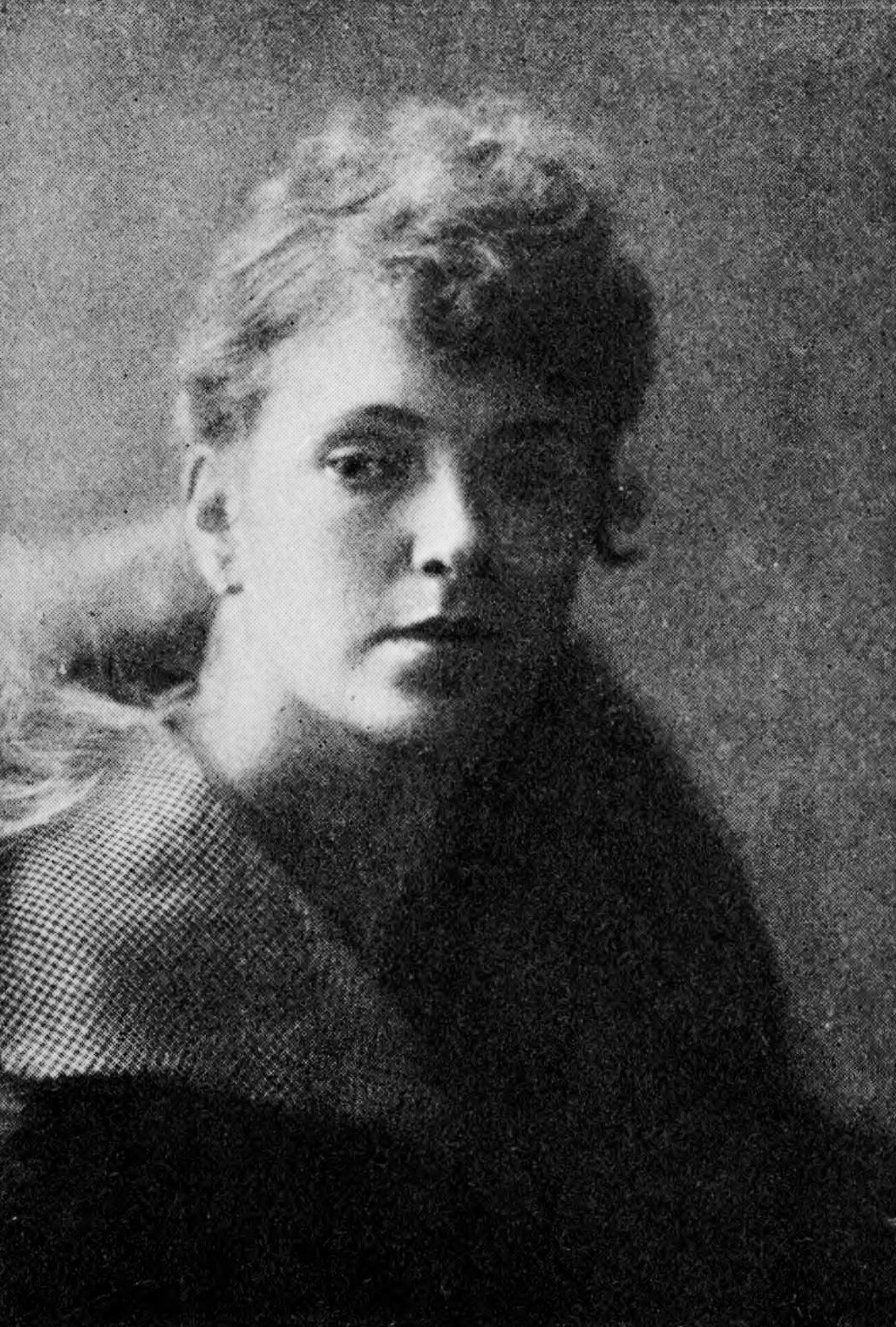
Olga Baclanova c. 1920

Olga Vladímirovna Baklánova (Ольга Владимировна Бакланова; 19 de agosto de 1893 - 6 de septiembre de 1974) fue una actriz rusa de cine mudo y sonoro.

## Biografía
Nacida en Moscú, Rusia,  Baklánova era hija de Vladímir Baklánov y su esposa Aleksandra Baklánova, que fue también una actriz en películas rusas. Baklánova estudió arte dramático en el Instituto Cherniavski antes de ser aceptada en el prestigioso Teatro de Arte de Moscú en 1912. Durante la siguiente década actuó en películas rusas y también en el teatro.
Después de una actuación teatral en Nueva York en 1925, decidió probar suerte en el cine estadounidense. Su primer éxito fue la película muda Los muelles de Nueva York (1928), dirigida por Josef von Sternberg. En ese mismo año, actuó junto a Conrad Veidt en El hombre que ríe, de Paul Leni.
La llegada del cine sonoro supuso un inconveniente para Baklánova por su dificultad para hablar inglés. Su carrera estaba en ya en decadencia en 1932, cuando le fue ofrecido un papel que sería crucial en su carrera: el de la malvada artista circense Cleopatra en el filme La parada de los monstruos, de Tod Browning. La película fue muy polémica, y sólo se estrenó brevemente en el cine, sin embargo hoy en día es considerada un clásico del cine de culto.
Tras retirarse, Baklánova se trasladó a Vevey, Suiza, donde murió unos años después debido a un cáncer de pulmón.

## Filmografía parcial
- The Czarina's Secret (1928)
- El hombre que ríe (1928)
- Los muelles de Nueva York (1928)[3]
- The Wolf of Wall Street (1929)
- A Dangerous Woman (1929)
- The Great Lover (1931)
- Freaks (1932)
- Downstairs (1932)[3]
- Billion Dollar Scandal (1933)
- Claudia (1943)[3]